# آسیتی ابرو سبز
آسیتی ابرو سبز (نام علمی: Philepitta castanea) نام یک گونه از تیره اسیتی است.
این گونه پرنده بوم‌زاد ماداگاسکار است. زیستگاه طبیعی این پرنده جنگل‌های سرزمین‌های پست است.